# Siphonostomum papillosum
Siphonostomum papillosum är en ringmaskart som beskrevs av Grube 1840. Siphonostomum papillosum ingår i släktet Siphonostomum och familjen Flabelligeridae. Inga underarter finns listade i Catalogue of Life.